# Клауцето (Порденоне)
Клауцето (итал. Clauzetto) је насеље у Италији у округу Порденоне, региону Фурланија-Јулијска крајина.
Према процени из 2011. у насељу је живело 189 становника. Насеље се налази на надморској висини од 554 м.

## Становништво
| 1936. | 1951. | 1961. | 1971. | 1981. | 1991. | 2001. | 2011. |
| ----- | ----- | ----- | ----- | ----- | ----- | ----- | ----- |
| 1.758 | 1.840 | 1.472 | 829   | 636   | 529   | 419   | 390   |